# Aleksiej Szarow
Aleksiej Nikołajewicz Szarow (ros. Алексей Николаевич Шаров; ur. 6 lutego 1980 w Baszkirii, zm. 22 marca 2022 k. Mariupola) – rosyjski oficer, pułkownik gwardii, od 2021 dowódca 810 Samodzielnej Gwardyjskiej Brygady Piechoty Morskiej, będącej w strukturach Floty Czarnomorskiej. 

## Życiorys
W 2002 ukończył Dalekowschodni Instytut Wojskowy, został dowódcą plutonu rozpoznawczego samodzielnego batalionu piechoty morskiej Noworosyjskiej Bazy Marynarki Wojennej Floty Czarnomorskiej, która wchodzi w skład 810 Brygady Piechoty Morskiej. W listopadzie 2003 został dowódcą kompanii desantowo-szturmowej tej bazy. Od lutego 2008 na stanowisku zastępcy dowódcy batalionu.
W 2015 ukończył Ogólnowojskową Akademię Sił Zbrojnych, został wyznaczony na dowódcę batalionu zmechanizowanego samodzielnej brygady obrony brzegowej Floty Czarnomorskiej. Brał udział w działaniach wojskowych w Syrii. W 2018 został zastępcą dowódcy samodzielnej brygady obrony brzegowej Korpusu Armijnego Floty Czarnomorskiej, a po 10 miesiącach służby na tym stanowisku wyznaczono go na szefa sztabu tej jednostki. Od 5 maja 2020 był dowódcą pułku piechoty morskiej gwardyjskiej dywizji zmechanizowanej 58 Armii Ogólnowojskowej Południowego Okręgu Wojskowego. Jesienią 2021 został dowódcą 810 Samodzielnej Gwardyjskiej Brygady
Posiadał 10 odznaczeń, w tym Order Męstwa i Medal Orderu „Za Zasługi dla Ojczyzny”. 
Jeden z kilkunastu dowódców rosyjskich poległych w pierwszym miesiącu inwazji Rosji na Ukrainę, zginął w walkach pod Mariupolem w Ukrainie.